# Mrežnički Varoš
Mrežnički Varoš is een plaats in de gemeente Duga Resa in de Kroatische provincie Karlovac. De plaats telt 860 inwoners (2001).